# 2009年の日本プロ野球
2009年の日本プロ野球（2009ねんのにほんぷろやきゅう）では、2009年の日本プロ野球（NPB）における動向をまとめる。

## できごと

### 1月
- 1月1日 - 球団創立60周年にあたる2009年、埼玉西武ライオンズが設立より使われていたレオマークに代わる新ペットマークおよびチームネームロゴを発表。チームカラーもこれにあわせ、30年間使われてきたライオンズブルーを西鉄時代の黒と西武時代の青が融合したレジェンド・ブルーに変更。
- 1月5日 - 西武は元読売ジャイアンツのジョン・ワズディンの入団と[1]、三井浩二がオフ2度目のポスティング制度によるメジャーリーグへの挑戦を球団に申し入れ了承した事を発表[2]。
- 1月9日 - 日本プロ野球の東北楽天ゴールデンイーグルスがメジャーリーグのオークランド・アスレチックスと今年1月1日付で1年間の業務提携した事を発表[3]。
- 1月11日 - 楽天は今季のスローガンを「Smart & Spirit 2009「氣」〜越えろ！〜」とする事を発表[4]。
- 1月13日 - 巨人は前東京ヤクルトスワローズのディッキー・ゴンザレスとの契約合意を発表[5]、駐米スカウトに元ロッテなどのネート・ミンチーの就任も発表[6]。
- 1月13日 - 日本の野球殿堂の投票結果が野球体育博物館から発表され、若松勉（元ヤクルト監督）青田昇、大社義規（元日本ハムオーナー）、君島一郎の4名を選出。
- 1月15日 - オリックスが前楽天のホセ・フェルナンデスを獲得。
- 1月15日 - ソフトバンクは前年12月の選手会納会で未成年の選手が飲酒し、救急搬送された問題で、選手会、当該選手、球団代表にそれぞれ1月13日付で厳重注意処分にした事を発表[7]。
- 1月16日 - 横浜ベイスターズからFAになっていた相川亮二がヤクルトに移籍。
- 1月16日 - ロッテは新外国人選手のチェイス・ランビン、ゲイリー・バーナム・ジュニアの入団を発表[8]。ホセ・オーティズ、ウィンストン・アブレイユ、呉偲佑と契約しない事も発表[9]
- 1月19日 - オリックスの2軍チームサーパスとネーミングライツを契約していた穴吹工務店との契約満了に伴い、10年ぶりにチーム名がオリックス・バファローズに変更された。
- 1月20日 - フィラデルフィア・フィリーズからFAになっていた井口資仁がロッテと契約[10]。
- 1月22日 - 前阪神のライアン・ボーグルソンがオリックスと契約。
- 1月28日 - 西武が新ユニホームを発表。
- 1月28日 - ソフトバンクは今季のスローガン「フリキレ!! 全員、全開、前進ホークス。」 を発表[11]
- 1月31日 - ロッテは今季のスローガン「Remember〜1969-2008,2009〜」を発表[12]。

### 2月
- 2月1日 - 野茂英雄がオリックスのテクニカル・アドバイザー（TA）に就任。
- 2月5日 - 巨人はこの年のドラフト会議でHondaの長野久義の1位指名方針を発表。
- 2月9日 - 巨人が入団テストを受けていたエドガルド・アルフォンゾと正式契約を結ぶ。背番号は13[13]。
- 2月14日 - 巨人が入団テストを受けていたレビ・ロメロと育成選手契約[14]。
- 2月15日 - 巨人が監督の原辰徳がWBC日本代表の指揮をとる間、ヘッドコーチ伊原春樹が監督代行を務めることを発表。
- 2月17日 - ロッテは育成担当コーチに寮長の池田重喜が兼務のまま就任を発表、背番号は76[15]
- 2月27日 - ロッテは新外国人選手のフアン・カルロス・ムニスの入団を発表[16]。
- 2月28日 - 阪神甲子園球場の第2期改修工事が完了。

### 3月
- 3月3日 - 阪神は新外国人選手でWBC台湾代表などの鄭凱文との契約が成立[17]。
- 3月4日 - ロッテの久保康友と阪神の橋本健太郎の交換トレードの成立が両球団より発表[18][19]。
- 3月9日 - 山梨学院大学硬式野球部の新監督に元巨人投手コーチの高橋一三が就任。
- 3月12日 - 巨人が東京ドーム内野席ネットの高さを一部下げる改修を行うことを発表。
- 3月20日 - イースタン・リーグ開幕。
- 3月22日 - 旧広島市民球場で広島対阪神の最後のオープン戦が行われ、3対3の引き分。
- 3月23日 - 楽天の一場靖弘とヤクルトの宮出隆自の交換トレードが成立[20]。
- 3月27日 - ウエスタン・リーグが開幕。
- 3月28日 - 日本野球機構は、今季のスローガン「野球とは、」を発表。
- 3月29日 - プロ野球オープン戦の全日程が終了。1位はソフトバンク、最下位は阪神。
- 3月30日 - ロッテは育成選手の宮本裕司、岡田幸文、フアン・カルロス・ムニスを支配下選手登録[21]

### 4月
- 4月3日 - セ・パ両リーグが6年ぶりの同日開幕。
- 4月3日 - ソフトバンクの松中信彦が対オリックス戦で日本プロ野球通算1000打点、史上34人目[22]
- 4月4日 - 巨人の谷佳知が対広島戦で日本プロ野球通算1500試合出場、史上164人目[22]。
- 4月4日 - 阪神の赤星憲広が対ヤクルト戦（京セラドーム）で球団新記録の通算351盗塁[23]。
- 4月5日 - ソフトバンクの杉内俊哉が対オリックス戦で日本プロ野球通算1000奪三振、史上122人目[22]。
- 4月7日 - 阪神対広島戦（甲子園）の1回表二死、本塁でのクロスプレーの判定を巡って広島の監督のマーティ・ブラウンが球審に暴言を吐いたとして、監督として日本プロ野球史上タイ記録の通算7度目の退場処分。広島の栗原健太が日本プロ野球通算100号本塁打、史上253人目[22]。
- 4月7日 - 楽天がソフトバンクに6対0で勝利し、球団創設以来初の開幕4連勝。
- 4月7日 - ロッテの井口資仁が対日本ハム戦で日本プロ野球史上151人目の通算150号本塁打[22]、4番での初本塁打で日本プロ野球史上7人目の「全打順で本塁打」を達成[24]。
- 4月8日 - ロッテが育成選手の池田健が一身上の都合により退団したと発表。
- 4月8日 - 阪神の金本知憲が対広島戦（甲子園）で3打席連続本塁打を記録。41歳5日での1試合3本塁打はプロ野球史上最年長記録。
- 4月9日 - 横浜が対巨人戦（横浜スタジアム）に2対9で敗れ1999年以来、4度目の球団ワーストタイとなる開幕6連敗。
- 4月10日 - マツダスタジアムの初のプロ野球公式戦、広島対中日戦が行われ、3対11で中日が勝利。
- 4月10日 - 阪神の金本知憲が、対巨人戦（東京ドーム）で3打席連続本塁打を記録し、自身が持つプロ野球最年長記録を更新。
- 4月11日 - 広島対中日2回戦で広島が2対0の勝利。広島はマツダスタジアムで初勝利。
- 4月11日 - 楽天が西武に2対5で敗れ、楽天の監督の野村克也は日本プロ野球史上初となる監督通算1500敗目。
- 4月14日 - 広島は、旧広島市民球場で、かごをくわえて球審にボールを届ける姿が人気を集めたベースボール犬のミッキーが、8日に広島県内で死去したと発表した。死因は老衰。
- 4月14日 - 元横浜の小関竜也が現役引退。
- 4月15日 - 日本ハム対オリックス戦（札幌ドーム）で、日本ハムの金子誠が6回裏無死満塁からレフトへ走者一掃の適時二塁打を放ち、7試合連続二塁打の日本プロ野球新記録。
- 4月17日 - ソフトバンクが元ロッテのホセ・オーティズを獲得[25]。
- 4月18日 - 楽天対オリックス戦で、楽天の岩隈久志とグウィンのリレーが、全てのアウトを奪三振と内野ゴロの併殺で挙げる、無飛球完封試合を達成。オリックスは4安打を放つが得点につながらなかった。スコアは7-0[26]。
- 4月21日 - 中日の岩瀬仁紀が、対阪神戦の9回表に登板し。通算587試合登板の球団新記録。
- 4月21日 - ソフトバンクの松中信彦が対日本ハム戦で日本プロ野球通算100死球、史上11人目[22]。
- 4月24日 - 西武の涌井秀章が対ロッテ戦で対全員奪三振を達成。パ・リーグ史上3人目、日本プロ野球史上4人目。毎回奪三振も記録しており、毎回と全員奪三振は完投・継投を通して日本プロ野球史上初となった。
- 4月25日 - 阪神の福原忍が対広島戦で日本プロ野球通算1000投球回、史上317人目[22]。
- 4月26日 - オリックスのタフィ・ローズが対日本ハム戦で日本プロ野球史上12人目の通算450号本塁打、40歳8カ月での達成は日本プロ野球史上最年長新記録、1609試合での達成は王貞治に次ぐ2番目の早さ[22]。
- 4月26日 - ソフトバンクの杉内俊哉が対楽天戦で日本プロ野球通算1000投球回、史上318人目[22]。
- 4月26日 - 広島の監督のマーティ・ブラウンが対阪神戦で2対1で勝利し、監督通算200勝。
- 4月27日 - 広島は元西武のスコット・マクレーンと年俸2000万円+出来高払いで1年契約と発表。背番号は90。
- 4月30日 - 巨人の監督の原辰徳が対広島戦に勝利し監督通算400勝。

### 5月
- 5月1日 - 日本ハムの稲葉篤紀が対西武戦で日本プロ野球通算100死球、史上12人目[22]。
- 5月3日 - ロッテの福浦和也が対ソフトバンク戦で日本プロ野球通算1500本安打、史上99人目[22]。
- 5月4日 - 巨人の阿部慎之助が対阪神戦で日本プロ野球通算1000試合出場、史上430人目[22]。
- 5月6日 - ソフトバンクの松中信彦が対オリックス戦で日本プロ野球通算1500安打、史上100人目[22]。
- 5月6日 - 日本ハムの稲葉篤紀が対ロッテ戦で日本プロ野球通算300二塁打、史上51人目[22]。
- 5月7日 - 巨人の小笠原道大が対横浜戦で日本プロ野球通算3000塁打、史上45人目[22]。
- 5月12日 - 阪神の金本知憲が対広島戦でサヨナラ本塁打を放ち、球団通算7000号本塁打[23]。
- 5月12日 - 中日の岩瀬仁紀が対ヤクルト戦で、日本プロ野球通算200セーブ、史上4人目[22]。
- 5月13日 - 西武対オリックス戦で、西武の中村剛也が史上254人目の日本プロ野球通算100号本塁打[22]、西武の石井一久が勝利投手となり、日米通算150勝[27]。
- 5月14日 - 中日の山本昌が対ヤクルト戦で日本プロ野球通算3000投球回、史上26人目[22]。
- 5月18日 - 横浜は監督の大矢明彦を休養（事実上解任）し、監督代行に二軍監督の田代富雄にすると発表。
- 5月19日 - 「日本生命セ・パ交流戦」が開幕。
- 5月19日 - 中日の和田一浩が対西武戦（県営大宮）で大沼幸二から本塁打を放ち、史上15人目の全球団から本塁打を達成。近鉄を含む13球団から本塁打は史上5人目[24]。
- 5月20日 - 広島の東出輝裕が対オリックス戦で日本プロ野球通算200犠打、史上28人目[22]。
- 5月25日 - 横浜の工藤公康が対楽天戦で勝利投手となり、自身の持つセ・リーグ最年長勝利記録を46歳20日に更新。
- 5月27日 - ヤクルトの林昌勇が対オリックス戦（神宮）で球団新記録の20試合連続無失点[28]。
- 5月28日 - 阪神は前西武のクレイグ・ブラゼルの獲得を発表。1年契約で背番号は67[29]。
- 5月28日 - 中日対楽天戦で、中日の監督の落合博満が楽天2回戦で、判定を不服として5分以上抗議し、遅延行為のため退場処分。中日の岩瀬仁紀が日本プロ野球通算600試合登板、史上33人目[22]。
- 5月28日 - ヤクルトの館山昌平が対オリックス戦で勝利投手になり、球団新記録の12連勝[28]。

### 6月
- 6月2日 - ソフトバンク対横浜戦で、横浜の佐伯貴弘が日本プロ野球史上101人目の通算1500安打[22]、ソフトバンクの多村仁志が4回に本塁打を放ち、史上16人目の全球団から本塁打を達成[24]。
- 6月8日 - 広島の緒方孝市が対オリックス戦で日本プロ野球通算1500安打、史上102人目[22]。
- 6月8日 - 巨人の阿部慎之助が対楽天戦で日本プロ野球通算1000本安打、史上253人目[22]。
- 6月8日 - 横浜の北川隼行が対ロッテ戦の5回裏にプロ入り初本塁打の満塁本塁打を放つ、日本プロ野球史上通算2000号満塁本塁打。
- 6月10日 - 楽天は育成選手の森田丈武の支配下登録を発表、登録名は「丈武」、背番号は98[30]
- 6月11日 - ロッテが対広島戦の6回裏にプロ野球タイ記録の10打数連続安打を含む12安打を集中しプロ野球新記録となる1イニング15得点を記録した。また、1イニング打者20人、15打点、14者連続得点もそれぞれプロ野球新記録。大松尚逸の1イニング3打席も史上初の記録となった。
- 6月13日 - ソフトバンク対巨人戦でソフトバンクが勝利し、2リーグ制以降球団通算4000勝。巨人の小笠原道大が日本プロ野球通算1500試合出場、史上165人目。
- 6月13日 - 西武の江藤智が対広島戦で通算1000得点、史上35人目[31]。
- 6月14日 - ヤクルトが対オリックス戦の5回表、プロ野球タイ記録の9打席連続安打、プロ野球新記録の11打数連続安打を記録。
- 6月14日 - 楽天の山﨑武司が対横浜戦でセ・パ両リーグで150本塁打、史上4人目。
- 6月16日 - セ・パ交流戦でソフトバンクが中日に勝利し、西武が巨人に敗れたため、大会規定によりソフトバンクが2年連続交流戦優勝達成。
- 6月16日 - 楽天は新外国人選手のトッド・リンデンとの契約合意を発表、背番号は3[32]
- 6月17日 - 横浜の吉村裕基が対オリックス戦（横浜）で1番打者で試合に出場し、6回に本塁打を放ち日本プロ野球史上8人目の「全打順で本塁打」を達成[24]。
- 6月19日 - 楽天は前テキサスレンジャースの福盛和男の楽天への入団を発表。背番号は62[33]。
- 6月20日 - ソフトバンクが対横浜戦に勝利し、交流戦史上初の全カード勝ち越しを達成。
- 6月21日 - 西武の中島裕之が対ヤクルト戦で日本プロ野球通算100号本塁打、史上255人目[22]。
- 6月21日 - セ・パ交流戦の全日程を終了。対戦成績はセ・リーグの70勝67敗7分けで、導入5年目で初めてセ・リーグが勝ち越した。
- 6月25日 - ソフトバンクはドリュー・トゥサントを育成選手で獲得した事を発表[34]。
- 6月26日 - 横浜の佐伯貴弘が対阪神戦で日本プロ野球通算1000三振、史上44人目[22]。
- 6月29日 - プロ野球のマツダ・オールスターゲームの運営委員会は、ファン投票の最終結果を発表した。最多得票は稲葉篤紀の49万8353票。球団別では広島が5人。

### 7月
- 7月1日 - 中日の荒木雅博が対阪神戦で日本プロ野球通算250盗塁。史上40人目。
- 7月2日 - 西武対ロッテ戦（西武ドーム）は延長12回を戦って、試合時間5時間42分のパ・リーグ史上最長の試合となった。試合は9対8でロッテが勝利。
- 7月3日 - ロッテ対オリックス7回戦で、オリックスの山本省吾、大久保勝信、菊地原毅、加藤大輔が毎回三振で全員奪三振で、日本プロ野球史上初のシーズン2度目の全員三振を記録した。継投による毎回奪三振と全員奪三振も初めて。
- 7月4日 - 広島の石井琢朗が対横浜戦で日本プロ野球史上256人目の通算100号本塁打[22]と、史上17人目の全球団からの本塁打を同時に達成[24]。
- 7月5日 - ロッテの福浦和也が対オリックス戦で日本プロ野球通算1500試合出場、史上166人目[22]。
- 7月6日 - マツダオールスターゲーム2009の監督推薦選手が発表され、ファン投票と選手間投票での選出を合わせたセ・パ合計56人の出場選手が決定した。最多出場は小久保裕紀（ソフトバンク）の12回。
- 7月7日 - HARD OFF ECOスタジアム新潟のこけら落しとなる広島対阪神戦が行われ、8対1で広島が勝利。新潟でプロ野球公式戦が行われたのは、1996年6月8日・6月9日に悠久山と鳥屋野で開催された近鉄バファローズ対西武ライオンズ戦以来13年ぶり。
- 7月7日 - 巨人の小笠原道大が東京ドームでの通算本塁打を147本で、松井秀喜を抜いて同球場での通算最多本塁打の新記録。日本ハム時代に95本、巨人移籍以降は52本[35]。
- 7月8日 - 楽天の山﨑武司が対ロッテ戦で日本プロ野球通算1500本安打、史上103人目[22]。
- 7月9日 - 横浜の工藤公康が対巨人戦で日本プロ野球通算600試合登板、史上14人目[22]。
- 7月10日 - 日本ハムの多田野数人が対ロッテ戦（札幌ドーム）で9回2死まで4四球の無安打投球で、31人目の打者の大松尚逸に右安打を打たれ、ノーヒットノーランを逃す[36]。
- 7月11日 - 阪神の藤田太陽と西武の水田圭介のトレードが成立[37]。
- 7月11日 - ヤクルトの五十嵐亮太が対横浜戦で25試合連続無失点のセ・リーグ歴代単独3位。
- 7月12日 - 皇太子徳仁親王、同妃雅子、愛子内親王が、神宮球場でヤクルト対横浜戦を観戦。皇室の台覧試合は、1988年の巨人対ヤクルト戦（東京ドーム）以来21年ぶり。試合は2対1で横浜が勝利した。
- 7月14日 - 阪神の久保康友が14日、対中日戦（甲子園）で勝利投手になり、全球団勝利達成。史上7人目。
- 7月15日 - ソフトバンクが対日本ハム戦（ヤフードーム）で勝利し球団通算4500勝、日本プロ野球史上5球団目[38]。
- 7月21日 - ロッテの清水直行が対日本ハム戦で日本プロ野球通算1000奪三振、史上123人目[22]。
- 7月22日 - ソフトバンクの馬原孝浩が対楽天戦で通算118セーブで、通算最多セーブの球団新記録[39]。
- 7月23日 - フレッシュオールスターゲームが札幌ドームで行なわれ、イースタンが7対0で勝利、MVPは日本ハムの中田翔。
- 7月24日 - オールスターゲーム第1戦が札幌ドームで行われ、セ・リーグが10対8でパ・リーグに勝利。MVPはヤクルトの青木宣親。
- 7月25日 - オールスターゲーム第2戦がマツダスタジアムで行われ、パ・リーグが7対4でセ・リーグに勝利。MVPはソフトバンクの松中信彦。
- 7月27日 - 巨人は育成選手のレビ・ロメロを支配下選手登録、背番号は38[40]。
- 7月27日 - 日本ハムはルイス・ヒメネスに戦力外通告、ウエイバー公示手続きの申請を行った事を発表[41]。
- 7月27日 - 阪神は育成選手の 野原祐也を支配下選手登録、背番号は123から94に変更[42]。
- 7月28日 - オリックスのグレッグ・ラロッカが対ソフトバンク戦で日本プロ野球通算100死球、史上13人目。541試合での達成は竹之内雅史の717試合を更新する最短新記録[22]。
- 7月31日 - オリックスのアレックス・カブレラが対西武戦で日本プロ野球通算1000試合出場、史上431人目[22]。

### 8月
- 8月1日 - 広島の永川勝浩が対横浜戦で日本プロ野球通算150セーブ、史上7人目[22]。
- 8月6日 - 阪神の金本知憲が対中日戦で日本プロ野球通算4000塁打、史上13人目[22][43]。
- 8月6日 - オリックスの北川博敏が対楽天戦で日本プロ野球通算1000試合出場、史上432人目[22]。
- 8月6日 - ソフトバンクの松中信彦が対ロッテ戦で日本プロ野球通算300二塁打、史上52人目[22]。
- 8月7日 - ヤクルトの木田優夫が対巨人戦（東京ドーム）で6回にアレックス・ラミレスから日本プロ野球通算1000奪三振、史上124人目[28]。
- 8月7日 - オリックスのタフィー・ローズが対ロッテ戦で日本プロ野球通算300二塁打、史上53人目[22]。
- 8月9日 - 横浜の佐伯貴弘が対中日戦で日本プロ野球通算150号本塁打、史上152人目[22]。
- 8月13日 - 楽天の山﨑武司が対ソフトバンク戦で日本プロ野球通算1000打点、史上35人目[22]。
- 8月14日 - 中日の谷繁元信が対ヤクルト戦で日本プロ野球通算1500三振、史上7人目[22]。
- 8月14日 - ソフトバンクの明石健志が対楽天戦で初回に日本プロ野球タイ記録の1イニング2三振[44]。
- 8月15日 - 中日対ヤクルト戦で、ナゴヤドームの累計入場者数が5000万人突破。1997年3月12日の開場から4540日目での達成[45]。
- 8月16日 - 楽天の山﨑武司が対ロッテ戦で日本プロ野球通算350号本塁打、史上23人目[22]。
- 8月16日 - 巨人の高橋尚成が対阪神戦で日本プロ野球通算1000奪三振、史上125人目[22]。
- 8月18日 - 日本ハムの所属選手およびコーチの4人が、新型の可能性のあるA型インフルエンザに集団感染していることが発覚。
- 8月19日 - 巨人の木村拓也が対横浜戦で日本プロ野球通算1500試合出場、史上167人目[22]。
- 8月21日 - 巨人の豊田清が対ヤクルト戦で日本プロ野球通算500試合登板、史上83人目[22]。
- 8月23日 - ソフトバンクの攝津正が対日本ハム戦で今季27ホールドで、新人のホールドのリーグ新記録と、ホールドポイントの新人タイ記録[46]。
- 8月26日 - 巨人のアレックス・ラミレスが対中日戦で日本プロ野球通算1500安打。1236試合目での達成は日本プロ野球新記録[22]。
- 8月26日 - ロッテの井口資仁が対ソフトバンク戦で日本プロ野球通算1000試合出場、史上433人目、ロッテの小林宏之が日本プロ野球通算1000奪三振、史上126人目[22]。
- 8月27日 - 巨人の小笠原道大が対中日戦で日本プロ野球通算1000打点、史上36人[22]。
- 8月27日 - 横浜スタジアムで、横浜対阪神戦の試合中、ライトスタンドで観戦していた男性が、グラウンドに転落した。男性は29日午前、横浜市内の病院で脳挫傷などのため死亡した。
- 8月27日 - 広島の監督のマーティー・ブラウンとスコット・マクレーンが退場処分。ブラウンは監督として日本プロ野球最多の8度目の退場処分。
- 8月27日 - オリックスのタフィ・ローズは球審に暴言を吐いたとして日本プロ野球通算14度目の退場処分。
- 8月29日 - ヤクルトの五十嵐亮太が対中日戦（神宮）で日本プロ野球通算500試合登板、史上84人目[22]。
- 8月30日 - 巨人のアレックス・ラミレスが対阪神戦（甲子園）で日本プロ野球新記録の8年連続シーズン150安打[47]。
- 8月31日 - 日本ハムは前日の対ソフトバンク戦の6回に二岡智宏のプレーが守備妨害を判定された件について、コミッショナーに対し試合提訴の手続きをとった事を発表[48]。

### 9月
- 9月1日 - 中日の谷繁元信が対広島戦で日本プロ野球通算200犠打、史上29人目[22]。
- 9月1日 - 楽天の岩隈久志が対西武戦で全員から奪三振[49]。
- 9月2日 - 巨人の小笠原道大が対横浜戦で日本プロ野球通算1000三振、史上45人目[22]。
- 9月2日 - 日本ハムの中田翔がイースタンリーグの対湘南戦（鎌ヶ谷）で2本塁打を放ち、シーズン最多本塁打のリーグ新記録の28号本塁打[50]。
- 9月5日 - 阪神の新井貴浩が対広島戦で日本プロ野球通算1000三振、史上46人目[22]。
- 9月9日 - 広島の東出輝裕が対ヤクルト戦で日本プロ野球通算1000本安打、史上254人目[22]。
- 9月10日 - 巨人の小笠原道大が対広島戦で日本プロ野球通算1000得点、史上35人目[22]。
- 9月18日 - 阪神は秀太の現役引退を発表[51]。
- 9月19日 - 巨人のマーク・クルーンが日本プロ野球通算150セーブ、史上8人目[22]。
- 9月19日 - ロッテ対楽天戦で、ロッテの堀幸一が日本プロ野球通算350二塁打、史上27人目。楽天の山﨑武司が日本プロ野球通算300二塁打、史上53人目[22]。
- 9月20日 - 巨人のアレックス・ラミレスが対ヤクルト戦で日本プロ野球通算1000三振、史上47人目[22]。
- 9月21日 - ロッテの小宮山悟が、現役引退を表明[52]。
- 9月21日 - 阪神の金本知憲が対横浜戦で日本プロ野球通算1500三振、史上8人目[22]。
- 9月21日 - 横浜の三浦大輔が対阪神戦で日本プロ野球通算2500投球回、史上44人目[22]。
- 9月23日 - 巨人が対中日戦で5対3で勝利し、3年連続42回目のリーグ優勝達成。3年連続のリーグ優勝は36年ぶり[53]。
- 9月23日 - ウエスタン・リーグは2位の阪神がソフトバンクに3対5で敗れたため、中日が2年ぶり15度目のリーグ優勝達成。
- 9月25日 - 中日の井上一樹が現役引退を表明[54]。
- 9月25日 - オリックスのタフィー・ローズが対ロッテ戦で日本プロ野球通算3500塁打、史上23人目、1668試合での達成は日本プロ野球史上最短の新記録[22]。
- 9月27日 - イースタン・リーグは巨人とロッテが同率首位で並び、勝った方が優勝となる最終戦の巨人対ロッテ戦（ジャイアンツ球場）が行われ、巨人が9対5で勝利し、2年ぶり23度目のリーグ優勝[55]。
- 9月28日 - ヤクルトの福地寿樹が対阪神戦（神宮）で7回に日本プロ野球通算200盗塁、史上69人目[22]。
- 9月28日 - ロッテの新監督にヘッドコーチの西村徳文が就任することが決定。
- 9月28日 - オリックスの監督の大石大二郎の退任が決定。
- 9月29日 - 阪神の金本知憲が対ヤクルト戦で日本プロ野球通算400二塁打、史上10人目[22]。
- 9月30日 - 中日の立浪和義が対巨人戦（ナゴヤドーム）前に開いた会見で、今シーズン限りでの現役引退を正式表明。
- 9月30日 - 巨人のアレックス・ラミレスが対中日戦で日本プロ野球タイ記録の7年連続100打点[56]。
- 9月30日 - ロッテは2軍打撃兼外野守備走塁コーチの高沢秀昭、2軍投手コーチの荘勝雄、2軍バッテリーコーチの定詰雅彦、2軍投手コーチ補佐の和田孝志、2軍投手コーチ補佐の山﨑健と来季の契約をしない事を発表[57]。

### 10月
- 10月1日 - 広島の選手兼任コーチの緒方孝市兼任コーチが現役引退を表明。
- 10月1日 - 阪神は木興拓哉、辻本賢人に戦力外通告[58]
- 10月1日 - 巨人は歌藤達夫に戦力外通告[59]。
- 10月1日 - ロッテは神田義英、手嶌智、高木晃次、江口亮輔と、育成選手の小林憲幸、白川大輔、田中崇博、大谷龍次に戦力外通告[60]。
- 10月2日 - 楽天は愛敬尚史、吉崎勝、山崎隆広に戦力外通告[61]。
- 10月2日 - 西武は岡本慎也、正津英志、三井浩二、山本歩に戦力外通告、また前日、江藤智から現役引退の申し入れがあり、球団がこの日了承した事も発表[62]。
- 10月2日 - 日本ハムは金子洋平、星野八千穂、津田大樹に戦力外通告、2軍監督の水上善雄と2軍打撃コーチの荒井幸雄に来季の契約を結ばない事をそれぞれ発表[63]。
- 10月2日- 阪神は前田忠節に戦力外通告[64]。藤原通が現役引退を表明[65]。
- 10月3日 - ファーム日本選手権が富山市民球場アルペンスタジアムで行われ、中日が巨人に2対0で勝利し、2年ぶり5度目のファーム日本一。最優秀選手賞は中日の鈴木義広。
- 10月3日 - 楽天が初のクライマックスシリーズ進出を決定。
- 10月3日 - 横浜の吉村裕基が対中日戦で日本プロ野球通算100号本塁打、史上257人目。横浜の三浦大輔が日本プロ野球通算2000奪三振、史上19人目[22]。
- 10月3日 - ソフトバンクは篠原貴行、的場直樹、本間満に戦力外通告[66]。
- 10月4日 - 広島の監督のマーティ・ブラウンの退任が決定。
- 10月6日 - 日本ハムが西武に勝利し、楽天がロッテに2対5で敗れたため、日本ハムが2年ぶり5度目の優勝が決定[67]。ロッテの小宮山悟が現役最後の登板で、1球セーブを記録し、44歳21日でのセーブは日本プロ野球史上最年長記録[68]。
- 10月6日 - 西武はジョン・ワズディン、ヒラム・ボカチカと来季の契約を結ばない事を発表[69]。
- 10月6日 - みやざきフェニックス・リーグが開幕。
- 10月7日 - ロッテは、ベニー・アグバヤニ、チェイス・ランビン、ゲイリー・バーナム・ジュニアと来季の契約を結ばない事と[70]、ヘッドコンディショニングコーチの立花龍司の退団をそれぞれ発表[71]。
- 10月8日 - ロッテの新監督にヘッドコーチ兼外野守備走塁兼3塁ベースコーチの西村徳文が就任する事が発表される[72]。
- 10月8日 - 西武は三浦貴、清水崇行に戦力外通告、清水は現役引退を表明[73]。
- 10月8日 - ロッテの新里賢の現役引退とスカウト就任が発表[74]。
- 10月8日 - 横浜は2軍投手コーチの川村丈夫がスコアラーに転身、1軍投手コーチの杉本正、1軍打撃コーチの駒田徳広の解任を発表[75]。
- 10月9日 - ヤクルトが対阪神戦に3対1で勝利し、球団史上初のクライマックスシリーズ進出を決定[22]。
- 10月9日 - 日本ハムは伊藤剛と小田智之の現役引退を発表[76]。
- 10月10日 - 阪神は今岡誠に戦力外通告、今岡は記者会見で現役続行を表明[77]。
- 10月11日 - パ・リーグのレギュラーシーズンが終了。
- 10月11日 - 楽天の監督の野村克也の退任が決定。
- 10月11日 - 日本ハムはライアン・ウィング、ジェイソン・ボッツが退団した事を発表[78]。
- 10月12日 - セ・リーグのレギュラーシーズンが終了。
- 10月13日 - 日本ハムは2軍打撃コーチに田中幸雄の就任を発表[79]。
- 10月14日 - 広島の新監督に野村謙二郎が決定。
- 10月14日 - オリックスの新監督に前阪神の監督岡田彰布が就任、背番号は80。
- 10月15日 - ロッテの一軍打撃兼野手チーフコーチに前BCリーグの石川の監督の金森栄治が就任、背番号は75[80]。
- 10月15日 - 阪神は2軍投手コーチの星野伸之から出ていた辞任の申し出を承認した事を発表[81]。
- 10月16日 - ロッテの一軍外野守備兼総合ベンチコーチに青山道雄が就任、背番号は76[82]。
- 10月16日 - 阪神は1軍打撃コーチの片岡篤史[83]と、2軍守備走塁コーチ永尾泰憲の就任を発表[84]。
- 10月17日 - パ・リーグクライマックスシリーズ第1ステージの第2試合が行われ、楽天がソフトバンクに4対1で勝利し、2連勝で第2ステージ進出。
- 10月19日 - セ・リーグクライマックスシリーズ第1ステージの第3試合が行われ、中日がヤクルトに7対4で勝利し、2勝1敗で第2ステージ進出。
- 10月19日 - シアトル・マリナーズの城島健司が退団。
- 10月22日 - ロッテの2軍監督に1軍打撃コーチの高橋慶彦が就任[85]。
- 10月23日 - 日本ハムは2軍バッテリーコーチの山中潔の退団を発表[86]。
- 10月24日 - パ・リーグクライマックスシリーズ第2ステージの第4試合が行われ、日本ハムが楽天に9対4で勝利し、4勝1敗で日本シリーズ進出。試合後に退任する両チームの選手による楽天の監督の野村克也の胴上げが行われた。
- 10月24日 - セ・リーグクライマックスシリーズ第2ステージの第4試合が行われ、巨人が中日に8対2で勝利し4勝1敗で日本シリーズ進出決定。
- 10月24日 - ロッテの1軍バッテリーコーチに前日本ハムのコーチの山中潔が就任[87]。
- 10月24日 - 西武は2軍監督の片平晋作が任期満了に伴い、今季限りの退団を発表[88]。
- 10月26日 - 楽天はヘッドコーチの橋上秀樹、1軍打撃コーチの池山隆寛、1軍打撃コーチ補佐の関川浩一、1軍投手コーチの杉山賢人、1軍内野守備走塁コーチの西俊児、1軍外野守備走塁コーチの佐竹学、2軍監督の松井優典、2軍バッテリーコーチの芹澤裕二と来季の契約を結ばない事を発表[89]。
- 10月26日 - 日本ハムの佐藤吉宏が現役引退を発表[90]。
- 10月24日 - 今季制定された第1回「スカパー! ドラマティック・サヨナラ賞」に、セ・リーグは巨人の亀井義行、パ・リーグはロッテの井口資仁に決定。
- 10月27日 - ロッテの1軍投手兼バッテリーチーフコーチに西本聖が就任、背番号は71[91]。
- 10月27日 - 中日は李炳圭と来季の契約を結ばない事を発表[92]
- 10月28日 - 巨人の2軍打撃コーチに前日本ハムの2軍打撃コーチの荒井幸雄が、2軍バッテリーコーチに前楽天の1軍バッテリーコーチの野村克則がそれぞれ就任[93]。
- 10月29日 - プロ野球の09年度新人選手選択会議（ドラフト会議）が行われた。
- 10月30日 - 巨人は育成選手の佐藤弘祐、林羿豪、大抜亮祐に自由契約[94]。11月12日に佐藤、林が育成選手で再契約、大抜の打撃投手就任を発表[95]。
- 10月31日 - ソフトバンクは西山道隆、藤井翼に戦力外通告[96]。

### 11月
- 11月2日 - 沢村賞に西武の涌井秀章を選出。
- 11月2日 - ロッテは2軍打撃コーチに長嶋清幸が就任、背番号は86[97]。
- 11月2日 - 楽天は新監督に前広島の監督のマーティ・ブラウンが就任の見通しである事と[98]、礒部公一の現役引退とコーチ就任[99][100]、林恩宇と西谷尚徳への戦力外通告[101]をそれぞれ発表。
- 11月3日 - 中日は菊地正法、佐藤亮太、樋口賢、中里篤史、小川将俊、中村公治に戦力外通告[102]
- 11月5日 - ロッテの2軍内野守備走塁コーチに佐藤兼伊知が就任、背番号は83[103]。
- 11月6日 - 阪神のジェフ・ウィリアムス、スコット・アッチソンが退団。
- 11月7日 - 西武は背番号の変更を発表。山崎敏が17から29、星秀和が52から33、岡本篤志が30から59、田沢由哉が50から61にそれぞれ変更する事を発表[104]。
- 11月7日 - 日本シリーズの第6戦が行われ、巨人が日本ハムに4勝2敗（○●○●○○）で勝利し、7年ぶり21度目の日本シリーズ優勝。MVPは巨人の阿部慎之助が選出[53][67]。
- 11月8日 - 巨人の木村拓也が現役引退と、翌年からのコーチ就任を発表[105]。
- 11月8日 - 巨人は竹嶋祐貴、伊集院峰弘に戦力外通告、会田有志が現役引退[106]。
- 11月9日 - 巨人の岩舘学が日本ハムにトレードされる事が発表[107][108]。
- 11月9日 - ロッテの清水直行と横浜の那須野巧、斉藤俊雄との1対2の交換トレードが発表[109]。
- 11月11日 - 中日を戦力外になった中里篤史が巨人への入団が決定。
- 11月11日 - 横浜の新監督に前巨人投手総合コーチの尾花高夫の就任を正式発表。
- 11月11日 - セ・パ両リーグ誕生60周年記念試合『U-26NPB 選抜－大学日本代表』の出場各24選手が発表。
- 11月11日 - セ・リーグは、翌年の公式戦日程を発表。6月29、30日に、沖縄県では35年ぶりの日本プロ野球公式戦となるで横浜対ヤクルト戦が那覇市営奥武山野球場で行われる。
- 11月11日 - 楽天は新監督のマーティー・ブラウンと正式契約を結び、入団会見を行った[110]。
- 11月12日 - 正力松太郎賞に巨人の監督の原辰徳が2度目の選出。
- 11月12日 - パ・リーグは翌年の公式戦日程を発表し、開幕は3月20日。
- 11月12日 - ソフトバンクは自由契約とした山田大樹と育成選手で契約、背番号は121[111]。
- 11月13日 - 日本ハムは2軍打撃コーチの中島輝士の退団と[112]、2軍監督に五十嵐信一、同打撃コーチに徳田吉成の就任を発表[113]。
- 11月13日 - 阪神は前シアトル・マリナーズの城島健司と正式契約し、入団発表を行った。背番号は2[114]。
- 11月13日 - 日本プロ野球のロッテが韓国プロ野球のハンファ・イーグルスの金泰均の獲得を発表[115]。
- 11月14日 - 「日韓クラブチャンピオンシップ」が長崎県営野球場で行われ、巨人が韓国プロ野球の起亜タイガースに9対4で勝利。
- 11月14日 - 横浜を戦力外となった工藤公康の西武への入団が発表された[116]。
- 11月16日 - ロッテの塀内久雄の背番号が52から16に変更[117]。
- 11月16日 - 阪神の水田圭介の背番号が15から32へ、柴田講平の背番号2から00に変更[118]。
- 11月18日 - 日本プロ野球の最優秀選手（MVP）、最優秀新人（新人王）、ベストナインの投票結果が発表された。MVPはセ・リーグがアレックス・ラミレス（巨人・2年連続2度目）、パ・リーグはダルビッシュ有（日本ハム・2年ぶり 2度目）が選ばれた。なおセでは、2年連続でのMVP受賞は王貞治以来、32年ぶり。新人王は、セ・リーグは巨人の松本哲也、パ・リーグはソフトバンクの摂津正が受賞。
- 11月18日 - 楽天はマーカス・グウィン、マット・チルダースと来季の契約をしない事を発表[119]。
- 11月18日 - 西武は岩﨑哲也の背番号を35から25に変更する事を発表[120]。
- 11月19日 - ソフトバンクが韓国プロ野球のハンファ・イーグルスの李机浩の獲得を発表[121]。
- 11月19日 - 楽天は中島俊哉の背番号を64から8へ、福盛和男の背番号を62から11へそれぞれ変更することを発表[122]。新外国人選手のフアン・モリーヨとの契約合意を発表[123]。
- 11月20日 - 楽天はリック・ショートと来季の契約を結ばない事を発表[124]。
- 11月20日 - ロッテは前ソフトバンクの的場直樹、山田秋親の入団を発表。背番号はそれぞれ67と48。山田の登録名は「秋親」[125]。
- 11月21日 - 日本プロ野球の「OBオールスターアスリートカップ」が東京ドームで行われ、東軍が西軍に4対1で勝利した。
- 11月22日 - プロ野球セ・パ誕生60周年を記念して開催されたU-26 NPB選抜と大学日本代表のプロアマ交流戦が東京ドームで行われ、1対1の引き分け。
- 11月22日 - 巨人が東京都内で優勝パレードを行った。
- 11月22日 - 日本ハムが札幌市内で優勝パレードを行った。
- 11月22日 - 日本プロ野球名球会の会長の金田正一が辞表を提出した事を表明。
- 11月23日 - ロッテは前カンザスシティ・ロイヤルズの藪田安彦の入団を発表[126]。
- 11月24日 - ヤクルトが阪神からFA宣言した藤本敦士の入団を発表。
- 11月24日 - ロッテは前オリックスの川越英隆の入団を発表、背番号は46[127]。
- 11月25日 - 日本ハムの坂元弥太郎、松山傑、稲田直人と、横浜の加藤武治、松家卓弘、関口雄大による3対3の交換トレードが成立[128]。
- 11月25日 - ソフトバンクは、ヘッドコーチ兼内野守備走塁コーチの森脇浩司と来季の契約を結ばない事と[129]、ヘッドコーチに前オリックスの監督の大石大二郎の就任を発表[130]
- 11月27日 - 日本ハムは前ヤクルトの木田優夫を獲得した事を発表[131]。
- 11月30日 - ロッテの大嶺祐太の背番号を1から11に変更[132]。

### 12月
- 12月1日 - 前クリーブランド・インディアンスの小林雅英の巨人への入団が発表[133]。
- 12月3日 - 日本プロ野球名球会は、金田正一の会長職と代表取締役の辞任を承認したと同時に、新取締役に柴田勲を選出。
- 12月3日 - ソフトバンクはキャメロン・ロー、ジャスティン・ジャマーノ、クリス・アギーラと来季の契約をしない事を発表[134]
- 12月4日 - 巨人の木佐貫洋とオリックスの高木康成の交換トレードが発表[135]。
- 12月4日 - ロッテの高木晃次が現役引退表明[136]。
- 12月5日 - 中日はドラフト6位で指名したHondaの諏訪部貴大の獲得を断念した事を発表、中日でドラフト指名選手が入団しなかったのは28年ぶり[137]。
- 12月7日 - 国際野球連盟（IBAF）がスイスのローザンヌで2009年の優秀選手などを選出する総会を開き、日本プロ野球の巨人の監督の原辰徳を、世界最優秀監督に選出。
- 12月8日 - 日本ハムからFAの藤井秀悟が巨人に入団することが決定、背番号は99[138]。
- 12月8日 - 日本ハムは小谷野栄一の背番号が31から5に変更する事を発表[139]。
- 12月9日 - 阪神の赤星憲広が現役引退を表明[140]。
- 12月10日 - 阪神は新外国人選手のランディ・メッセンジャーと契約の締結を発表[141]。
- 12月12日 - 中日は新外国人選手のディオニス・セサル、エドワード・バルデスと、育成選手のカンディド・ヘスス、フォアキン・サンタマリアの獲得を発表[142]。
- 12月13日 - 日本プロ野球名球会は総会を開き、辞任した前会長および取締役の金田正一の後任にソフトバンク球団会長で名球会副会長の王貞治の新会長就任と柴田勲の新取締役就任を決定。王と並んでもう1人の副会長だった読売巨人軍終身名誉監督の長嶋茂雄は副会長職を退任し、山本浩二、山田久志、東尾修の3人が新しい副会長に就任。
- 12月14日 - ロッテの早川大輔が横浜に金銭トレードで移籍[143]。
- 12月15日 - 中日はネルソン・パヤノと来季の契約を結ばない事を発表[144]。
- 12月17日 - 横浜が日本ハムを自由契約になったターメル・スレッジと2年契約を結んだと発表。新外国人選手のクリス・ブーチェックの獲得を発表。
- 12月17日 - 楽天の福盛和男が仙台市の球団事務所で契約更改交渉に臨み、4560万増の5000万円でサインした。1036%増のアップ率は、日本プロ野球史上最高となった。
- 12月18日 - オリックスから戦力外通告の山口和男が自身のブログで正式に現役引退を表明。
- 12月18日 - ロッテは新外国人選手のブライアン・コーリーの入団を発表[145]。
- 12月21日 - ロッテは新外国人選手のビル・マーフィーの入団を発表[146]
- 12月21日 - 前ニューヨーク・メッツの高橋建の広島への復帰が発表。
- 12月28日 - 西武が前ロッテのブライアン・シコースキーと、新外国人選手のダーマル・ブラウン（登録名は「ディー・ブラウン」）の獲得を発表[147]。

## 競技結果

### ペナントレース
| 順位 | 球団                   | 勝 | 敗 | 分 | 勝率 | 差   |
| 1位  | 読売ジャイアンツ       | 89 | 46 | 9  | .659 | 優勝 |
| 2位  | 中日ドラゴンズ         | 81 | 62 | 1  | .566 | 12.0 |
| 3位  | 東京ヤクルトスワローズ | 71 | 72 | 1  | .497 | 22.0 |
| 4位  | 阪神タイガース         | 67 | 73 | 4  | .479 | 24.5 |
| 5位  | 広島東洋カープ         | 65 | 75 | 4  | .464 | 26.5 |
| 6位  | 横浜ベイスターズ       | 51 | 93 | 0  | .354 | 42.5 |

| 順位 | 球団                         | 勝 | 敗 | 分 | 勝率 | 差   |
| 1位  | 北海道日本ハムファイターズ   | 82 | 60 | 2  | .577 | 優勝 |
| 2位  | 東北楽天ゴールデンイーグルス | 77 | 66 | 1  | .538 | 5.5  |
| 3位  | 福岡ソフトバンクホークス     | 74 | 65 | 5  | .532 | 6.5  |
| 4位  | 埼玉西武ライオンズ           | 70 | 70 | 4  | .500 | 11.0 |
| 5位  | 千葉ロッテマリーンズ         | 62 | 77 | 5  | .446 | 18.5 |
| 6位  | オリックス・バファローズ     | 56 | 86 | 2  | .394 | 26.0 |

#### 日本生命 セ・パ交流戦2009
| 順位 | 球団                         | 勝 | 敗 | 分 | 勝率 | 差   |
| 1位  | 福岡ソフトバンクホークス     | 18 | 5  | 1  | .783 | 優勝 |
| 2位  | 東京ヤクルトスワローズ       | 15 | 9  | 0  | .625 | 3.5  |
| 3位  | 広島東洋カープ               | 14 | 9  | 1  | .609 | 4.0  |
| 4位  | 中日ドラゴンズ               | 14 | 9  | 1  | .609 | 4.0  |
| 5位  | 読売ジャイアンツ             | 12 | 9  | 3  | .571 | 5.0  |
| 6位  | 北海道日本ハムファイターズ   | 12 | 11 | 1  | .522 | 6.0  |
| 7位  | 埼玉西武ライオンズ           | 11 | 11 | 2  | .500 | 6.5  |
| 8位  | 千葉ロッテマリーンズ         | 9  | 12 | 3  | .429 | 8.0  |
| 9位  | 阪神タイガース               | 9  | 13 | 2  | .409 | 8.5  |
| 10位 | 東北楽天ゴールデンイーグルス | 9  | 15 | 0  | .375 | 9.5  |
| 11位 | オリックス・バファローズ     | 8  | 16 | 0  | .333 | 10.5 |
| 12位 | 横浜ベイスターズ             | 6  | 18 | 0  | .250 | 12.5 |

- 同率の場合は前年の順位で上位のチームが上位にランクされる

#### 個人タイトル
|                  | セントラル・リーグ     | セントラル・リーグ | セントラル・リーグ | パシフィック・リーグ    | パシフィック・リーグ  | パシフィック・リーグ |
| タイトル         | 選手                   | 球団               | 成績               | 選手                    | 球団                  | 成績                 |
| ---------------- | ---------------------- | ------------------ | ------------------ | ----------------------- | --------------------- | -------------------- |
| 最優秀選手       | アレックス・ラミレス   | 巨人               |                    | ダルビッシュ有          | 日本ハム              |                      |
| 最優秀新人       | 松本哲也               | 巨人               |                    | 攝津正                  | ソフトバンク          |                      |
| 首位打者         | アレックス・ラミレス   | 巨人               | .322               | 鉄平                    | 楽天                  | .327                 |
| 本塁打王         | トニ・ブランコ         | 中日               | 39本               | 中村剛也                | 西武                  | 48本                 |
| 打点王           | トニ・ブランコ         | 中日               | 110点              | 中村剛也                | 西武                  | 122点                |
| 最多安打         | アレックス・ラミレス   | 巨人               | 186本              | 中島裕之                | 西武                  | 173本                |
| 盗塁王           | 福地寿樹               | ヤクルト           | 42個               | 片岡易之                | 西武                  | 51個                 |
| 最高出塁率       | 青木宣親               | ヤクルト           | .400               | 中島裕之                | 西武                  | .398                 |
| 最優秀防御率     | チェン                 | 中日               | 1.54               | ダルビッシュ有          | 日本ハム              | 1.73                 |
| 最多勝利         | 吉見一起 館山昌平      | 中日 ヤクルト      | 16勝               | 涌井秀章                | 西武                  | 16勝                 |
| 最多奪三振       | コルビー・ルイス       | 広島               | 186個              | 杉内俊哉                | ソフトバンク          | 204個                |
| 最高勝率         | ディッキー・ゴンザレス | 巨人               | .882               | ダルビッシュ有 杉内俊哉 | 日本ハム ソフトバンク | .750                 |
| 最多セーブ投手   | 岩瀬仁紀               | 中日               | 41S                | 武田久                  | 日本ハム              | 34S                  |
| 最優秀中継ぎ投手 | 山口鉄也               | 巨人               | 44HP               | 攝津正                  | ソフトバンク          | 39HP                 |

### クライマックスシリーズ

#### 第1ステージ
| 日付                 | 試合  | ビジター球団（先攻）   | スコア | ホーム球団（後攻） | 開催球場     |
| 10月17日（土）       | 第1戦 | 東京ヤクルトスワローズ | 3 - 2  | 中日ドラゴンズ     | ナゴヤドーム |
| 10月18日（日）       | 第2戦 | 東京ヤクルトスワローズ | 2 - 3  | 中日ドラゴンズ     | ナゴヤドーム |
| 10月19日（月）       | 第3戦 | 東京ヤクルトスワローズ | 4 - 7  | 中日ドラゴンズ     | ナゴヤドーム |
| 勝者：中日ドラゴンズ |       |                        |        |                    |              |

| 日付                               | 試合  | ビジター球団（先攻）     | スコア | ホーム球団（後攻）           | 開催球場                   |
| 10月16日（金）                     | 第1戦 | 福岡ソフトバンクホークス | 4 - 11 | 東北楽天ゴールデンイーグルス | クリネックススタジアム宮城 |
| 10月17日（土）                     | 第2戦 | 福岡ソフトバンクホークス | 1 - 4  | 東北楽天ゴールデンイーグルス | クリネックススタジアム宮城 |
| 勝者：東北楽天ゴールデンイーグルス |       |                          |        |                              |                            |

#### 第2ステージ
| 日付                   | 試合           | ビジター球団（先攻） | スコア | ホーム球団（後攻） | 開催球場   |
| アドバンテージ         | アドバンテージ | 中日ドラゴンズ       |        | 読売ジャイアンツ   |            |
| 10月21日（水）         | 第1戦          | 中日ドラゴンズ       | 7－2   | 読売ジャイアンツ   | 東京ドーム |
| 10月22日（木）         | 第2戦          | 中日ドラゴンズ       | 4－6   | 読売ジャイアンツ   | 東京ドーム |
| 10月23日（金）         | 第3戦          | 中日ドラゴンズ       | 4－5   | 読売ジャイアンツ   | 東京ドーム |
| 10月24日（土）         | 第4戦          | 中日ドラゴンズ       | 2－8   | 読売ジャイアンツ   | 東京ドーム |
| 勝者：読売ジャイアンツ |                |                      |        |                    |            |

| 日付                             | 試合           | ビジター球団（先攻）         | スコア | ホーム球団（後攻）         | 開催球場   |
| アドバンテージ                   | アドバンテージ | 東北楽天ゴールデンイーグルス |        | 北海道日本ハムファイターズ |            |
| 10月21日（水）                   | 第1戦          | 東北楽天ゴールデンイーグルス | 8 - 9  | 北海道日本ハムファイターズ | 札幌ドーム |
| 10月22日（木）                   | 第2戦          | 東北楽天ゴールデンイーグルス | 1 - 3  | 北海道日本ハムファイターズ | 札幌ドーム |
| 10月23日（金）                   | 第3戦          | 東北楽天ゴールデンイーグルス | 3 - 2  | 北海道日本ハムファイターズ | 札幌ドーム |
| 10月24日（土）                   | 第4戦          | 東北楽天ゴールデンイーグルス | 4 - 9  | 北海道日本ハムファイターズ | 札幌ドーム |
| 勝者：北海道日本ハムファイターズ |                |                              |        |                            |            |

### 日本シリーズ
| 日付                                    | 試合   | ビジター球団（先攻）       | スコア | ホーム球団（後攻）         | 開催球場   |
| --------------------------------------- | ------ | -------------------------- | ------ | -------------------------- | ---------- |
| 10月31日（土）                          | 第1戦  | 読売ジャイアンツ           | 4 - 3  | 北海道日本ハムファイターズ | 札幌ドーム |
| 11月1日（日）                           | 第2戦  | 読売ジャイアンツ           | 2 - 4  | 北海道日本ハムファイターズ | 札幌ドーム |
| 11月2日（月）                           | 移動日 | 移動日                     | 移動日 | 移動日                     | 移動日     |
| 11月3日（火）                           | 第3戦  | 北海道日本ハムファイターズ | 4 - 7  | 読売ジャイアンツ           | 東京ドーム |
| 11月4日（水）                           | 第4戦  | 北海道日本ハムファイターズ | 8 - 4  | 読売ジャイアンツ           | 東京ドーム |
| 11月5日（木）                           | 第5戦  | 北海道日本ハムファイターズ | 2 - 3  | 読売ジャイアンツ           | 東京ドーム |
| 11月6日（金）                           | 移動日 | 移動日                     | 移動日 | 移動日                     | 移動日     |
| 11月7日（土）                           | 第6戦  | 読売ジャイアンツ           | 2 - 0  | 北海道日本ハムファイターズ | 札幌ドーム |
| 優勝：読売ジャイアンツ（7年ぶり21回目） |        |                            |        |                            |            |

### 表彰選手

#### ベストナイン
|          | セントラル・リーグ   | セントラル・リーグ | パシフィック・リーグ | パシフィック・リーグ |
| -------- | -------------------- | ------------------ | -------------------- | -------------------- |
| 投手     | D・ゴンザレス        | 巨人               | ダルビッシュ有       | 日本ハム             |
| 捕手     | 阿部慎之助           | 巨人               | 田上秀則             | ソフトバンク         |
| 一塁手   | ブランコ             | 中日               | 髙橋信二             | 日本ハム             |
| 二塁手   | 東出輝裕             | 広島               | 田中賢介             | 日本ハム             |
| 三塁手   | 小笠原道大           | 巨人               | 中村剛也             | 西武                 |
| 遊撃手   | 坂本勇人             | 巨人               | 中島裕之             | 西武                 |
| 外野手   | アレックス・ラミレス | 巨人               | 稲葉篤紀             | 日本ハム             |
| 外野手   | 青木宣親             | ヤクルト           | 糸井嘉男             | 日本ハム             |
| 外野手   | 内川聖一             | 横浜               | 鉄平                 | 楽天                 |
| 指名打者 |                      |                    | 山﨑武司             | 楽天                 |

#### ゴールデングラブ賞
|        | セントラル・リーグ | セントラル・リーグ | パシフィック・リーグ | パシフィック・リーグ |
| ------ | ------------------ | ------------------ | -------------------- | -------------------- |
| 投手   | D・ゴンザレス      | 巨人               | 涌井 秀章            | 西武                 |
| 捕手   | 谷繁 元信          | 中日               | 鶴岡 慎也            | 日本ハム             |
| 一塁手 | 栗原 健太          | 広島               | 髙橋 信二            | 日本ハム             |
| 二塁手 | 荒木 雅博          | 中日               | 田中 賢介            | 日本ハム             |
| 三塁手 | 宮本 慎也          | ヤクルト           | 小谷野 栄一          | 日本ハム             |
| 遊撃手 | 井端 弘和          | 中日               | 金子 誠              | 日本ハム             |
| 外野手 | 青木 宣親          | ヤクルト           | 糸井 嘉男            | 日本ハム             |
| 外野手 | 亀井 義行          | 巨人               | 稲葉 篤紀            | 日本ハム             |
| 外野手 | 松本 哲也          | 巨人               | 坂口 智隆            | オリックス           |

### ファーム
フレッシュオールスター(サッポロドーム、7月23日)
- 全イ 7対0 全ウ
MVP：中田翔（日本ハム）

ファーム日本選手権（富山市民球場アルペンスタジアム）
- 中日ドラゴンズ 2対0 読売ジャイアンツ
- MVP：鈴木義広（中日）